# Kneiff
Kneiff est un lieu-dit et une colline situés sur le territoire de la commune de Troisvierges au Luxembourg. Avec 560 mètres d'altitude elle est officiellement le point culminant du pays. Elle se situe sur le territoire du village de Wilwerdange, dans le parc naturel de l'Our, dans la région de l'Oesling, à environ 300 mètres de la frontière avec la Belgique.

## Point culminant du Luxembourg
Le sommet voisin du Burrigplatz (en luxembourgeois : Buergplaz), à Huldange, est parfois cité comme étant le point culminant du pays avec ses 559 mètres, ce qui a été démenti entre 1994 et 1997 par l'administration du cadastre et de la topographie du Luxembourg qui a permis de localiser et d'officialiser les données dans les systèmes géodésiques nationaux par application du système de mesure et de navigation par satellites GPS.

## Itinéraire
Il est possible de se rendre au sommet en voiture. Depuis le nord et la route nationale 7 qui relie Wemperhardt au lieu-dit de Knauf, une route non asphaltée part en direction du sud et atteint environ 150 mètres plus loin le point culminant. Depuis le sud-ouest, à mi-chemin entre Wilwerdange et Wemperhardt, une route quitte la route nationale 12 et bifurque vers le nord, puis une route en grande partie asphaltée part à droite pour rejoindre le même sommet.
Le sommet en soi est matérialisé par un socle en béton portant son nom, directement sur le bord de la route.